# Qualia
Qualia (l. poj. quale) – odczuwalne lub zjawiskowe jakości, związane z doświadczeniami zmysłowymi, np. słyszeniem dźwięków, odczuwaniem bólu, odbieraniem barw. Qualia są własnościami doświadczeń zmysłowych.
Definicja pojęcia qualia zmieniała się z czasem. Pojęcie quale stworzył Charles Sanders Peirce w ramach swojego systemu kategorii. Używał go jednak w sposób nieprecyzyjny na oznaczenie danych doświadczenia empirycznego. Właściwym autorem, który je rozwinął i na stałe wprowadził do filozofii umysłu (skąd trafiło też do neuronauk) był inny pragmatysta, Clarence Irving Lewis. W pracy Mind and the World Order (1929) definiował je w następujący sposób:

Istnieją poznawalne jakościowe cechy tego, co dane, które mogą się powtarzać w różnych doświadczeniach i dlatego są pewnym rodzajem uniwersaliów; nazywam je „qualia” [...] Quale jest bezpośrednio oglądane, jest dane i nie jest przedmiotem błędu, ponieważ jest czysto subiektywne.